# Stölln (Gollenberg)
Stölln ist seit dem 31. Dezember 2002 ein Ortsteil der durch Fusion entstandenen Gemeinde Gollenberg, zugehörig zum Amt Rhinow im Nordwesten des Landkreises Havelland in Brandenburg.

## Lage
Der Ortsteil Stölln liegt im Naturpark Westhavelland, im Nordwesten der Gemeinde Gollenberg am Fuße des Gollenbergs, der namensgebend für die Gemeinde ist. Nördlich von Stölln liegt Altgarz, Ortsteil der Gemeinde Großderschau, östlich die Gemeinden Kleßen-Görne sowie Dreetz und im Westen die Stadt Rhinow.

## Geschichte

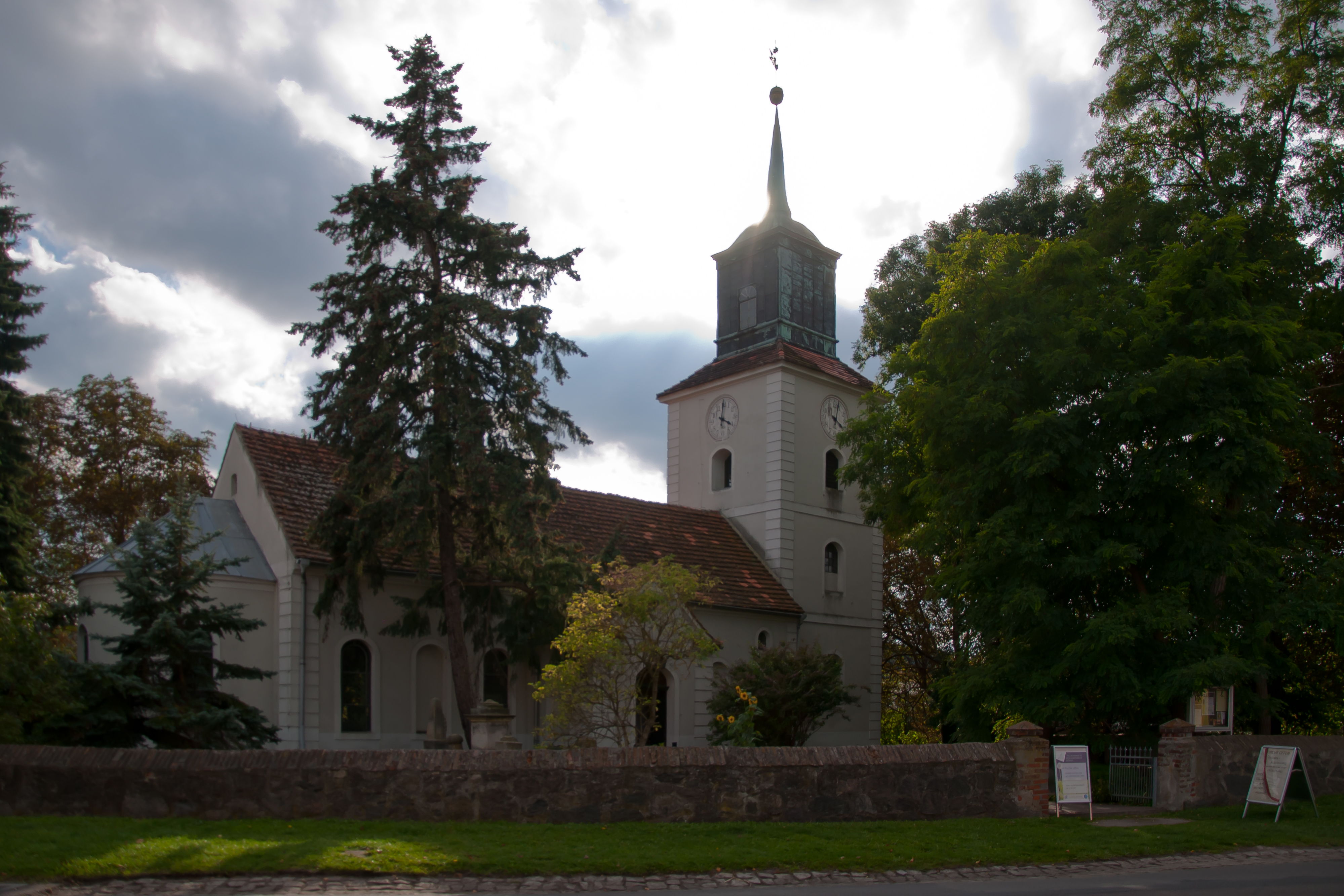
Dorfkirche Stölln

Stölln wurde 1441 erstmals urkundlich erwähnt. In diesem Jahr gelangte das gesamte Ländchen Rhinow, zu dem auch Stölln gehörte, für die nächsten rund 500 Jahre in den Besitz der Familie von der Hagen. So sind auch in der genealogischen Fachliteratur des 19. Jahrhunderts Hinweise zu den Epitaphien der Gutsbesitzerfamilie in der Dorfkirche Stölln. Laut dem 1879 erstmals amtlich publizierten General-Adressbuch der Rittergutsbesitzer für Brandenburg umfasste das Rittergut Stölln insgesamt 1487,24 ha. Der Waldbesitz betrug anteilig nur 50,70 ha. Aus der langen Genealogie des Adelsgeschlechts ragt der Ritterschaftsrat Hans Heinrich von der Hagen (1865–1933) heraus, verheiratet in erster Ehe mit Lydia von Hamm (1868–1902) und in zweiter Ehe mit Anna von Winterfeld-Neuendorf, die auch noch in den 1950er Jahren in Stölln lebte. Letzter Grundbesitzer auf Stölln war der Major und Ehrenritter des Johanniterordens Tronje Hans von der Hagen (1896–1983). Er lebte nach den Angaben des Genealogischen Handbuch des Adels mit seiner Frau Renate, geborene Burggräfin Dohna-Schlobitten, in Herford, ihre Nachfahren in Stade und Dortmund. Vor der großen Wirtschaftskrise beinhaltete der herrschaftliche Besitz Stölln bestehend aus dem Rittergut Stölln und dem Vorwerk Ohnewitz insgesamt 1518,00 ha. Zeitweilig war die Begüterung an die Jäger’schen Erben verpachtet. Im Ort gab es noch drei weitere Höfe der Familien A. Görne, E. Hoppe und W. Schmidt, zwischen 75 und 56 ha groß.
Seit 1894 nutzte der Flugpionier Otto Lilienthal den Gollenberg als Ort für seine Erprobungsflüge. Dabei ereignete sich im August 1896 auch der Unfall, an dessen Folgen Lilienthal am darauffolgenden Tag erlag. Seit 1910 nutzte auch Waldemar Geest den Gollenberg für Flugversuche. Stölln entwickelte sich in der Folge zum Standort von Luftsportvereinen, die auf dem heute noch bestehenden Flugplatz Stölln/Rhinow Segelflug betrieben.
Überregionale Bekanntheit erlangte Stölln durch die spektakuläre Landung eines Langstrecken-Verkehrsflugzeugs vom sowjetischen Typ Iljuschin Il-62 auf der nur ca. 850 Meter langen Landebahn des Flugplatzes zu Ehren Otto Lilienthals, welches unter dem Namen Lady Agnes bekannt ist (siehe Iljuschin Il-62 auf dem Flugplatz Stölln/Rhinow).
Am 31. Dezember 2002 wurde die ehemals eigenständige Gemeinde Stölln mit der Gemeinde Schönholz-Neuwerder zur Gemeinde Gollenberg fusioniert.

## Bevölkerungsentwicklung
| Jahr | Einwohner |
| ---- | --------- |
| 1875 | 413       |
| 1890 | 394       |
| 1910 | 434       |

| Jahr | Einwohner |
| ---- | --------- |
| 1925 | 372       |
| 1933 | 308       |
| 1939 | 272       |

| Jahr | Einwohner |
| ---- | --------- |
| 1946 | 575       |
| 1964 | 404       |
| 1971 | 414       |

| Jahr | Einwohner |
| ---- | --------- |
| 1981 | 369       |
| 1991 | 326       |
| 2001 | 364       |

Gebietsstand des jeweiligen Jahres

## Infrastruktur
Stölln liegt an der Landesstraße L17, die innerorts Otto-Lilienthal-Straße heißt. Hinter dem Ortskern Richtung Rhinow stößt diese auf die Bundesstraße 102. Der Ortsteil ist über den Bus 684 der Havelbus-Verkehrsgesellschaft zu erreichen. In etwa 20 Kilometer Entfernung befindet sich der Bahnhof Neustadt (Dosse), in etwa 18 Kilometern Entfernung der Bahnhof Friesack (Mark). Beide Bahnhöfe werden von der Regional-Express-Linie RE 2 bedient, die auf der Strecke von Wismar, über Berlin nach Cottbus verkehrt.

## Sehenswürdigkeiten

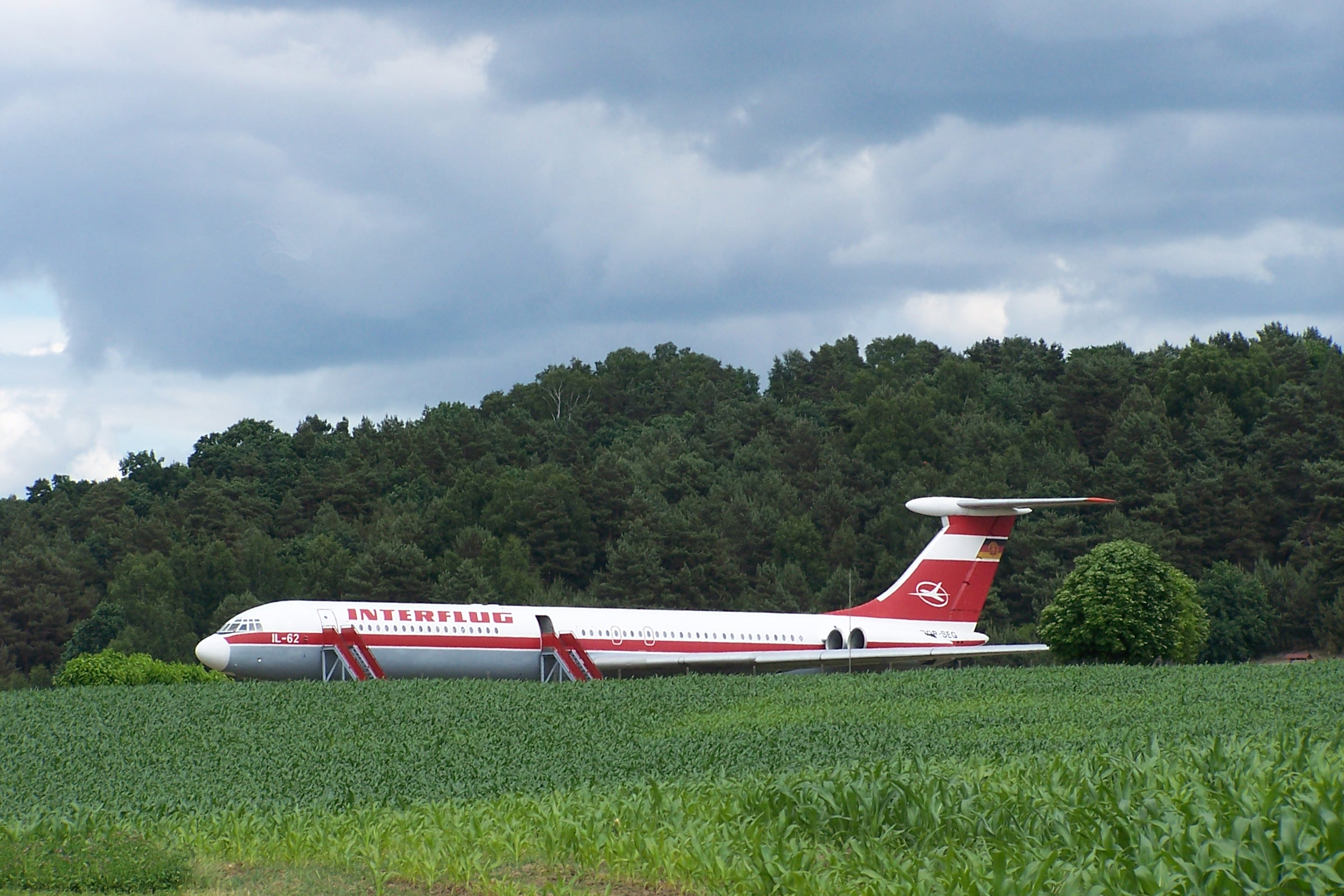
Lady Agnes auf dem Flugplatz Stölln/Rhinow

Am Fuße des Gollenbergs liegt der Flugplatz Stölln/Rhinow. Dieser wird bis heute für den Flugsport genutzt.
Am südlichen Ende der Straße Am Gollenberg befindet sich am Rande des Flugplatzes das als Lady Agnes bekannte Langstrecken-Verkehrsflugzeug Iljuschin Il-62 auf dem Flugplatz Stölln/Rhinow der aufgelösten Fluggesellschaft Interflug. Dieses wurde 1989 in einer spektakulären Aktion zu Ehren Otto Lilienthals auf der nur rund 850 Meter langen Landebahn des Flugplatzes gelandet. Inzwischen steht das Flugzeug unter Denkmalschutz und ist der Öffentlichkeit zugänglich. Es beherbergt eine Ausstellung sowie ein Standesamt, in dem im August 2021 bereits die 1000. Eheschließung vollzogen wurde.
Rund um die Iljuschin-Maschine entstand im Rahmen der Bundesgartenschau 2015 der Fliegerpark Stölln mit einer Fläche von 5,3 Hektar. Dort wurden eine Kakteenausstellung, Streuobstwiese und Staudenpflanzungen angelegt. Der Eingangsbereich befand sich am Standort der Lady Agnes. Das Lilienthal-Centrum Stölln zeigte eine Dauerausstellung zu Otto Lilienthal. Fliegerpark und Lilienthal-Centrum waren über den Flieger- und Landschaftsparkpfad verbunden.
Das Brandenburgische Landesamt für Denkmalpflege weist zwei weitere denkmalgeschützte Objekte im Ortsteil aus. Zum einen die 1824 errichtete Dorfkirche Stölln, die sich im Ortskern an der Otto-Lilienthal-Straße befindet. Zum anderen ein Otto Lilienthal gewidmeter Gedenkstein auf dem Gollenberg.
An das Wirken Otto Lilienthals erinnert zudem neben einer ca. 1,30 m großen Aluminiumskulptur Lilienthals auf der Bergkuppe des Gollenbergs auch das von einem Verein betriebene Lilienthal-Centrum im Ortskern. Dieses beherbergt unter anderem eine Ausstellung über Lilienthal sowie über die Geschichte des Menschenflugs.

## Persönlichkeiten
- Waldemar von der Hagen (1839–1889), Herr auf Stölln
- Otto Lilienthal (1848–1896), Flugpionier, nutzte Gollenberg in Stölln für Erprobungsflüge